# Singles Night
Singles Night è il ventitreesimo album dal vivo del gruppo musicale britannico Marillion, pubblicato il 7 dicembre 2016 dalla Racket Records e dalla Intact Records.

## Descrizione
Pubblicato in contemporanea a Waves and Numb3rs e Marbles in the Park come controparte audio del triplo album video Out of the Box, l'album contiene la registrazione della terza ed ultima data del Marillion Weekend 2015 svoltasi il 22 marzo 2015 nei Paesi Bassi, durante la quale sono stati eseguiti gran parte dei singoli incisi dal gruppo, inclusi quelli realizzati con lo storico cantante Fish.

## Tracce
CD 1
1. Market Square Heroes – 5:29
2. Garden Party – 7:13
3. Kayleigh – 4:18
4. Lavender – 2:36
5. Heart of Lothian – 3:27
6. Warm Wet Circles – 4:26
7. Sugar Mice – 6:27
8. Incommunicado – 5:08
9. Hooks in You – 3:00
10. Uninvited Guest – 4:46
11. No One Can – 4:56
12. Dry Land – 5:12
13. Sympathy – 3:07
14. The Great Escape – 4:52

CD 2
1. Alone Again in the Lap of Luxury – 6:20
2. Beautiful – 6:01
3. Man of a Thousand Faces – 10:28
4. 80 Days – 5:02
5. These Chains – 5:01
6. See It Like a Baby – 4:34
7. Thankyou Whoever You Are – 4:56
8. Whatever Is Wrong with You – 4:20 – assente nell'edizione digitale
9. Power – 6:13
10. Hocus Pocus – 7:16 – originariamente interpretata dai Focus

## Formazione
- Steve Hogarth – voce, chitarra, tastiera, percussioni
- Steve Rothery – chitarra
- Pete Trewavas – basso, cori
- Mark Kelly – tastiera
- Ian Mosley – batteria